# Melete salacia
Espèce
Melete salacia est une espèce de lépidoptères (papillons) de la famille des Pieridae et de la sous-famille des Pierinae.

## Dénomination
Melete salacia a été décrit par Jean-Baptiste Godart sous le nom de Pieris salacia.

### Sous-espèces
- Melete salacia salacia ; présent au Mexique.
- Melete salacia cubana Fruhstorfer, 1908 ; présent à Cuba[1].

### Noms vernaculaires
Ce papillon se nomme Black-striped White en anglais.

## Description
Le mâle et la femelle sont de couleur blanche ; sur le dessus, les ailes antérieures ont un apex noir et une bordure noire, les postérieures ont une fine bordure noire.

## Écologie et distribution
Melete salacia est présent au Mexique et à Cuba.

### Protection
Pas de statut de protection particulier.

## Philatélie
Ce papillon figure sur une émission de Cuba de 1995 (valeur faciale : 65 c.).